# Dianne Odell

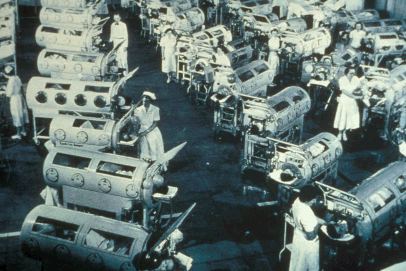
Sala de hospital llena de pacientes con poliomielitis, Hospital Rancho Los Amigos, California. 1953.

Dianne Odell (17 de febrero de 1947 - 28 de mayo de 2008) fue una mujer de Tennessee que pasó la mayor parte de su vida con un pulmón de acero. Enferma de poliomielitis desde los 3 años, su vida estuvo confinada al pulmón de acero hasta su muerte el 28 de mayo de 2008, a la edad de 61 años, debido a una falla en la corriente eléctrica que mantenía al artefacto funcionando. Según el reporte de su familia, no pudieron encender el generador de emergencia.
A pesar de sus dificultades, tuvo algunos logros. Se graduó del bachillerato y tomó clases a distancia de la Universidad Freed-Hardeman. No pudo obtener su grado, pero le otorgaron uno honorario. También escribió un libro para niños acerca de una estrella que quería convertirse en estrella fugaz para poder cumplir deseos; utilizó una computadora activada por voz.
Debido a una deformidad en la columna causada por la poliomielitis, le fue imposible utilizar un dispositivo portátil para respirar, que se introdujeron a finales de los 1950s. Esto la convirtió en una de las personas que utilizó por más tiempo un pulmón de acero, con casi 60 años.

## Artículo
- CNN (en inglés)
- Los Angeles Times(en inglés)

- Datos: Q5271697